# وارقة عملاقة
وارقة عملاقة (الاسم العلمي: Phyllium giganteum) هي نوع من الحشرات تتبع جنس الوارقة من فصيلة الوارقات. وموطنها ماليزيا وهي أكبر حشرة اوراق طولها 12 سيتميتر.

## معرض صور

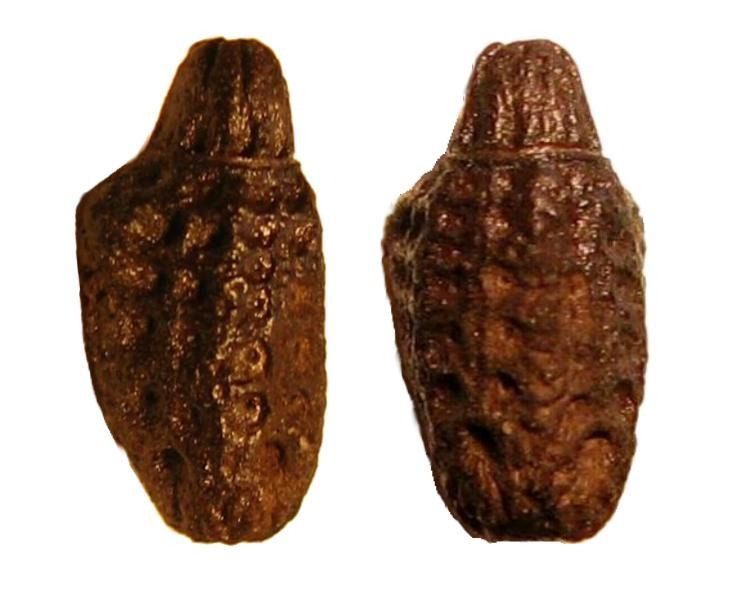
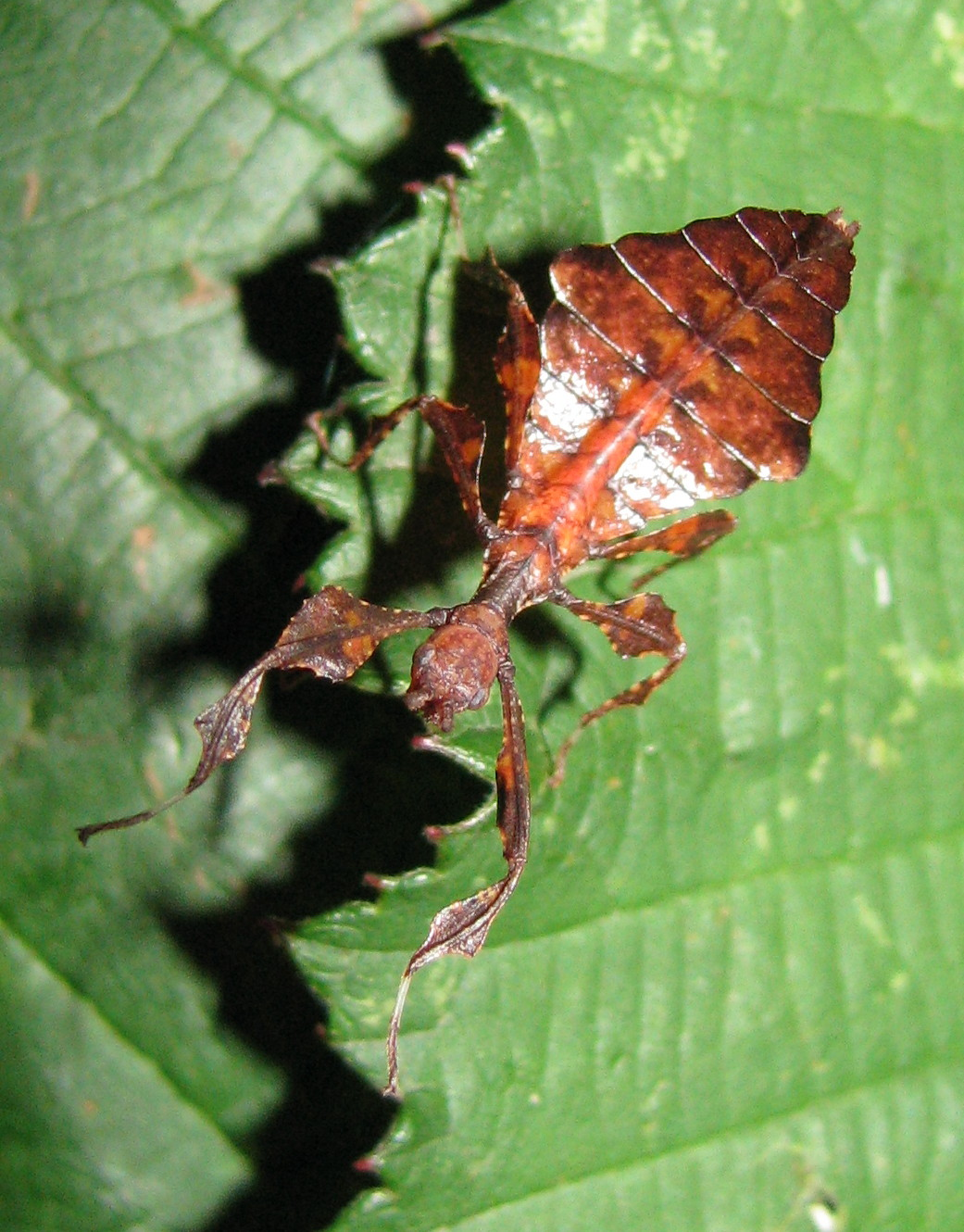
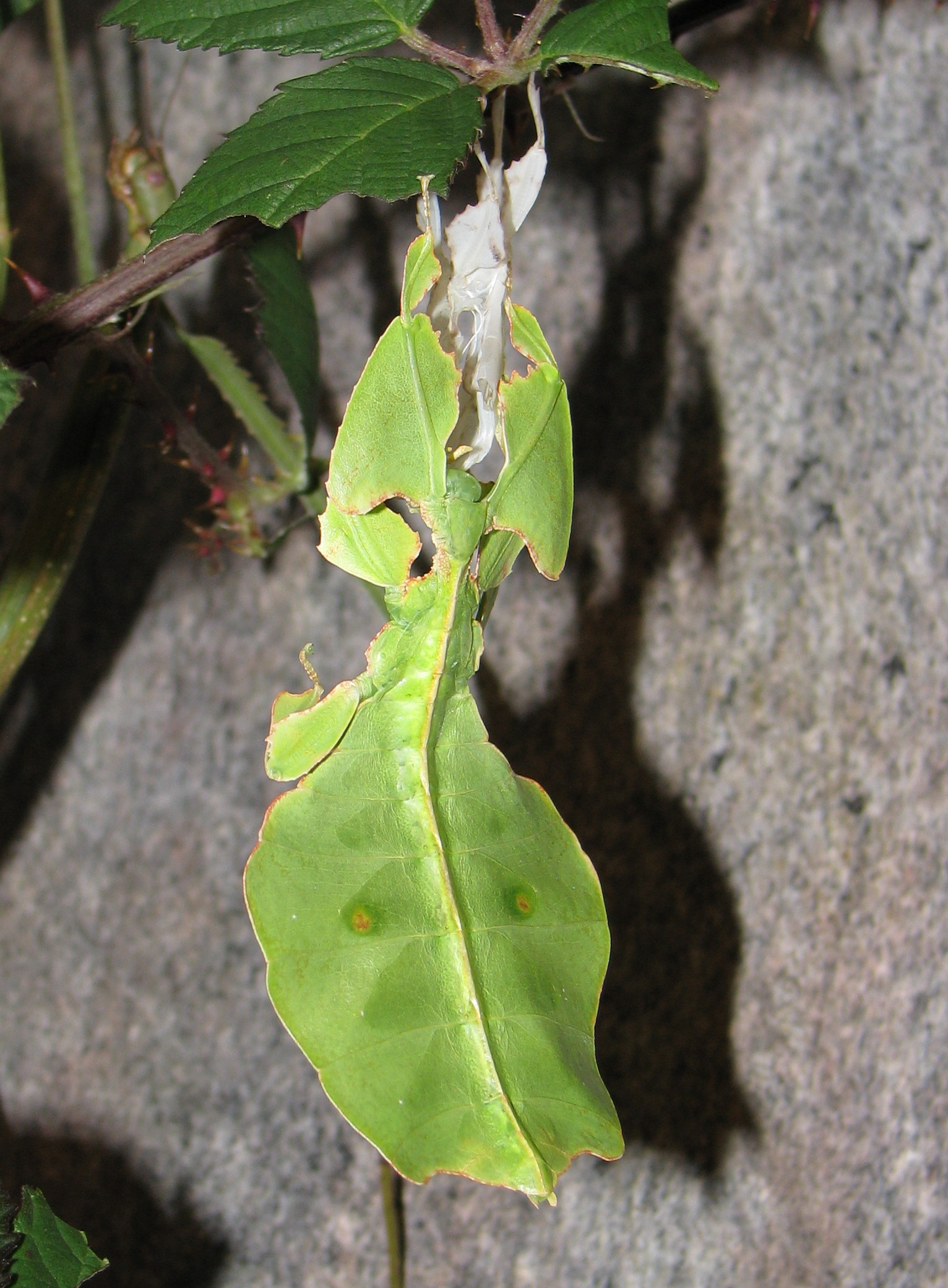
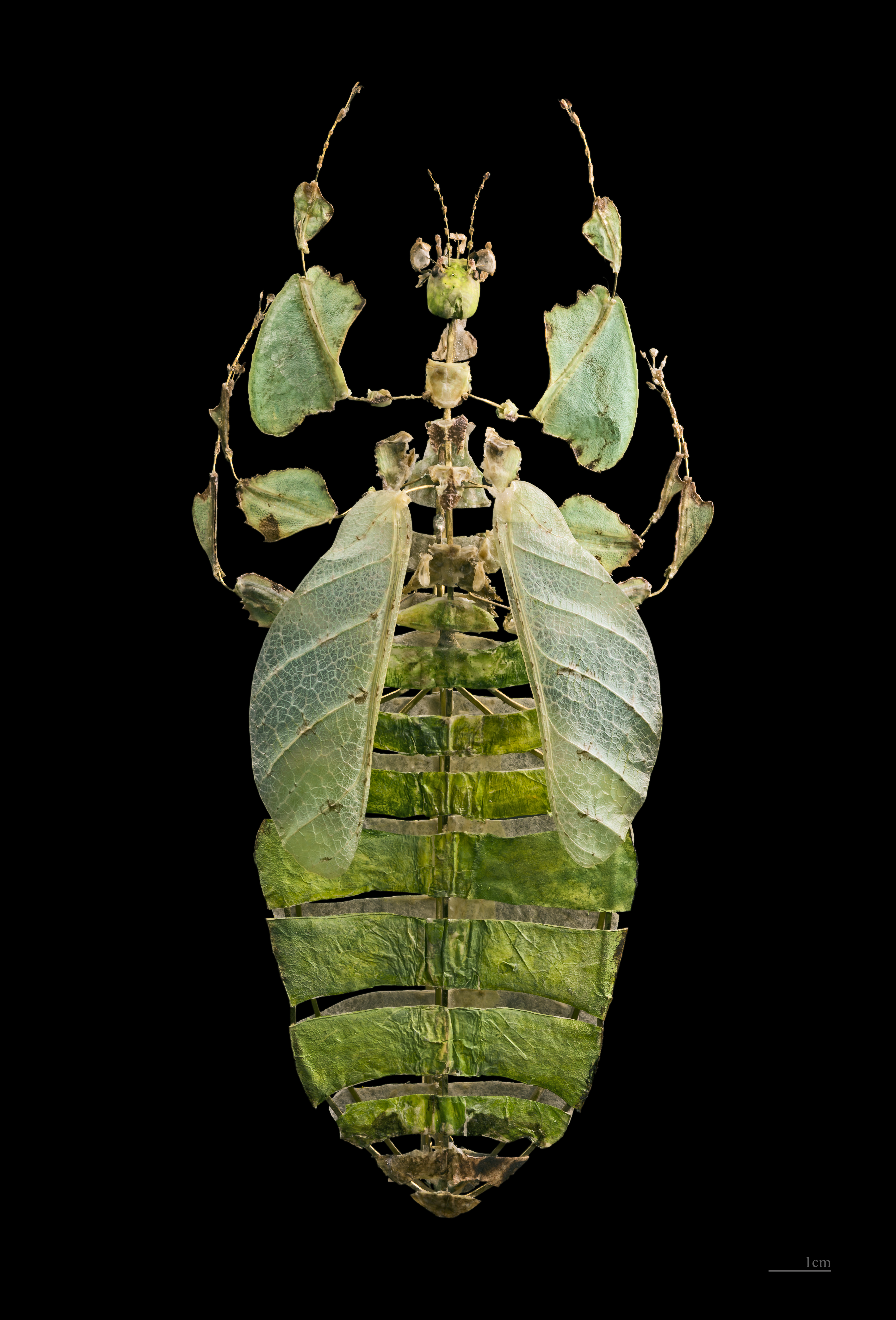